# Білий Ключ (Ніколаєвський район)
Білий Ключ (рос. Белый Ключ) — село в Ніколаєвському районі Ульяновської області Російської Федерації.
Населення становить 9 осіб. Входить до складу муніципального утворення Барановське сільське поселення.

## Історія
Від 2004 року входить до складу муніципального утворення Барановське сільське поселення.

## Населення
| 2010 |
| ---- |
| 9    |